# Debra Jo Fondren
Debra Jo Fondren (nacida el 5 de febrero de 1955) es una actriz y modelo estadounidense. Fue la Playmate del mes en septiembre de 1977 y Playmate del año en 1978 para la revista Playboy. Su reportaje fue fotografiado por Robert Scott Hooper.

## Carrera
Fondren, quien vivía en Lumberton, Texas, y trabajaba como camarera en Gallagher's, un asador de Beaumont, Texas, fue descubierta en una visita a Las Vegas por el fotógrafo Robert Scott Hooper, quien también fotografió sus páginas centrales. Fondren ha aparecido como estrella invitada en series de televisión como Mork & Mindy y La isla de la fantasía. También apareció en películas como Spit Fire. En 2007, regresó a su hogar en el área de Lumberton/Silsbee, Texas, habiendo declarado que había tenido demasiado estilo de vida californiano, y ahora dirige una escuela de belleza en su zona de origen.

## Apariciones en televisión
- Mork & Mindy
- Knots Landing
- La isla de la fantasía
- Family Feud